# Serguéi Lovachov
Serguéi Lovachov nacido el 18 de mayo de 1959 en  Petrovsk-Zabaikalski fue un atleta soviético, especializado en la prueba de 4x400 m en la que llegó a ser campeón del mundo en 1983.

## Carrera deportiva
En el Mundial de Helsinki 1983 ganó la medalla de oro en los relevos 4x400 metros, con un tiempo de 3:00.79 segundos, por delante de Alemania Occidental y Reino Unido, siendo sus compañeros de equipo: Aleksandr Troshchilo, Nikolay Chernetskiy y Viktor Markin. En el Campeonato Europeo de Atletismo en Pista Cubierta de 1984 ganó la medalla de oro en la prueba de 400 m lisos, con una marca de 46,72 s, por delante del italiano Roberto Tozzi y el francés Didier Dubois. También ganó la medalla de oro en los 4x400 metros en los Juegos de la Amistad de 1984. Su mejor marca personal en los 400 m  la logró en 1984 , en la reunión de Kiev, con una marca de 45,37 s.